# Natalia Nasaridze
Natalia Nasaridze, född 2 oktober 1972, är en turkisk bågskytt. Hon deltog vid olympiska sommarspelen 1992, olympiska sommarspelen 1996, olympiska sommarspelen 2000 och olympiska sommarspelen 2004.